# نهر كاربيني
نهر كاربيني هو رافد لنهر موترو في رومانيا.